# Armando Raúl Bazán
Armando Raúl Bazán (La Rioja, Argentina, 1925-Catamarca, 20 de junio de 2019) fue un historiador argentino especializado en el estudio de la evolución histórica de la región del noroeste argentino.

## Biografía
En 1948 finalizó sus estudios de Historia en el Instituto Superior del Profesorado de Buenos Aires. En 1975 obtuvo la Licenciatura en Historia  en la Universidad Nacional de Catamarca, institución en la que continuó su trayectoria profesional.
Ejerció la docencia universitaria en la Universidad Nacional de Catamarca, el Instituto Nacional Superior del Profesorado de Catamarca, la Facultad de Ciencias Políticas de la Universidad Nacional de Cuyo y la Facultad de Humanidades de la antigua Universidad Provincial de San Juan.
Armando Bazán dirigió el Centro de Investigaciones Históricas del NOA, dependiente del rectorado de la Universidad Nacional de Catamarca desde 1983, año de su creación, fue investigador del CONICET, y miembro académico de la Academia Nacional de la Historia de la República Argentina.
Además, se desempeñó como director en la Dirección General de Cultura de Catamarca (1953-1955), creada por Armando Casas Nóblega; entre las políticas que desarrolló, fundó la revista Meridiano 66, destinada a reseñar la actividad cultural de la provincia. Tras salir de su cargo, hacia fines de 1955 formó parte del Comité de Redacción de Árbol. Revista catamarqueña de cultura, una publicación relevante de cultura del Noroeste Argentino.

## Obras
- La Rioja y sus historiadores (1ª edición). Platero. 1982. ISBN 978-950-9042-01-8.
- Historia del noroeste argentino (1ª edición). Plus Ultra. 1986. ISBN 978-950-21-0851-3.
- Historia de La Rioja. 2ª reimp. (1ª edición). Plus Ultra. 1991. ISBN 978-950-21-0104-0.
- El Noroeste y la Argentina contemporánea (1ª edición). Plus Ultra. 1992. ISBN 978-950-21-1076-9.
- Historia de Catamarca (1ª edición). Plus Ultra. 1996. ISBN 978-950-21-1229-9.
- Esquiú (1ª edición). Emecé Editores. 1996. ISBN 978-950-04-1618-4.
- Historia institucional de Catamarca (1ª edición). Sarquís. 1999. ISBN 978-987-9170-15-1.
- Memoria descriptiva de la provincia de Catamarca (1ª edición). Universidad Nacional de Catamarca. 1999. ISBN 978-950-746-025-8. Reúne textos de Samuel Alejandro Lafone Quevedo, Federico Schickendantz y Armando Bazán, quien compiló la obra.
- La cultura del noroeste argentino (1ª edición). Plus Ultra. 2000. ISBN 978-950-21-1368-5.
- La restauración conservadora - Catamarca 1930-1943 (1ª edición). Sarquís. 2000. ISBN 978-987-9170-19-9. En coautoría.
- Meditación al amanecer (1ª edición). Dunken. 2001. ISBN 978-987-518-790-0.
- Felipe Varela (1ª edición). Sarquís. 2003. ISBN 978-987-9170-28-1.
- Revisión de mayo (1ª edición). Facultad de Filosofía y Letras de la Universidad Nacional de Cuyo. 2009. ISBN 978-950-774-165-4. En coautoría con Alicia Estela Poderti.
- Historia contemporánea de Catamarca 1930-2009 (1ª edición). Sarquís. 2009. ISBN 978-987-9170-93-9.
- Historia contemporánea de las provincias del NOA, 1930-2001 (1ª edición). Editorial Científica Universitaria de la Universidad Nacional de Catamarca. 2012. ISBN 978-987-661-092-6.
- La emancipación en hispano-América (1ª edición). Editorial Científica Universitaria de la Universidad Nacional de Catamarca. 2013. ISBN 978-987-661-138-1. En coautoría con Mirta Azurmendi de Blanco y Marcelo Ariel Gershani Oviedo.
- Los pueblos de El Alto (1ª edición). Editorial Científica Universitaria de la Universidad Nacional de Catamarca. 2014. ISBN 978-987-661-172-5. Mirta Azurmendi de Blanco, María Isabel Bazán de Blas, Josefa del Valle Batallán y Marcelo Ariel Gershani Oviedo.
- Personalidades benefactoras de mi destino (1ª edición). Armerías. 2015. ISBN 978-987-1480-78-4.